# Kunst und Drama

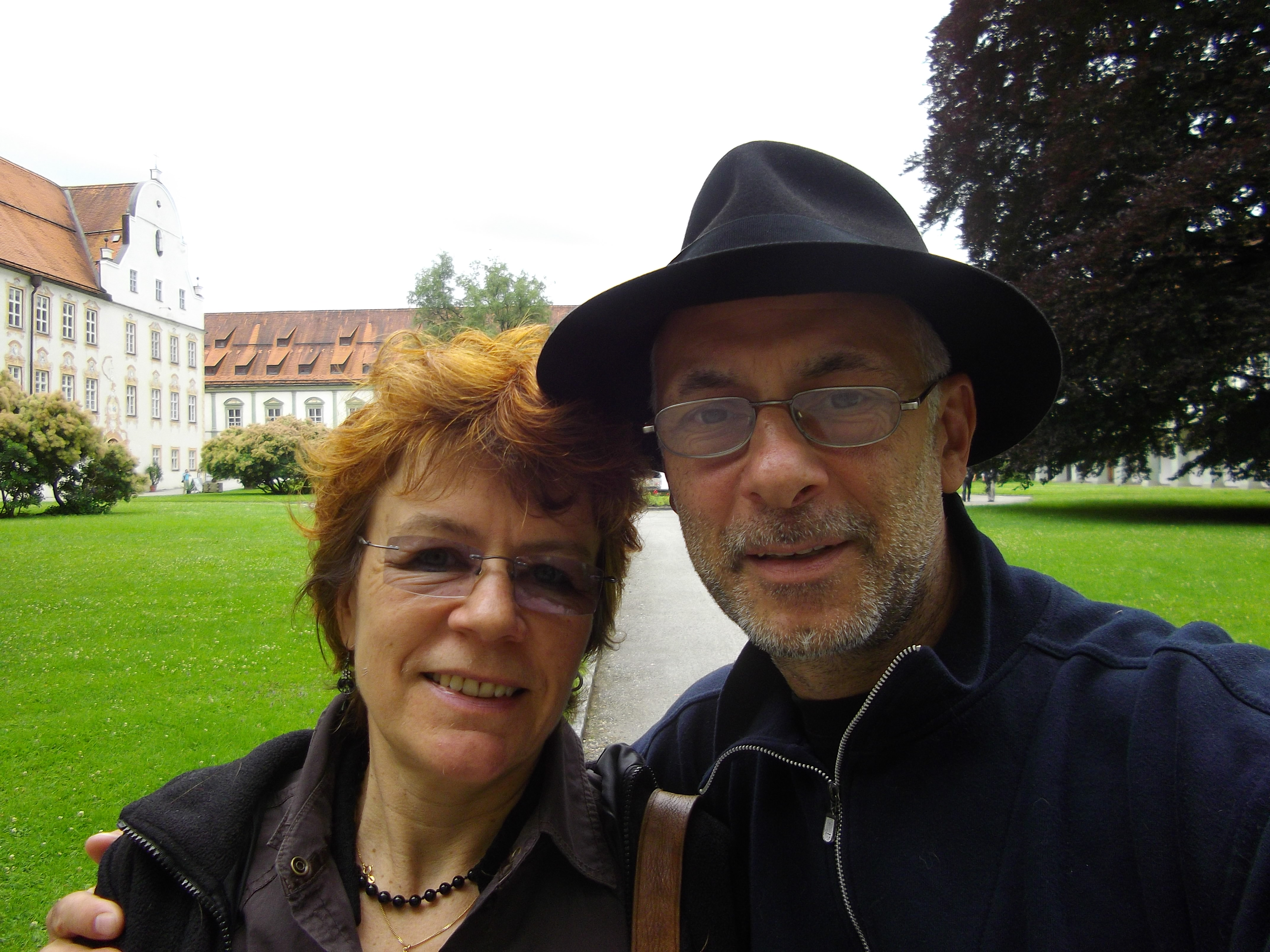
Friederike Pöhlmann-Grießinger und Roland Eugen Beiküfner gründeten 2008 die Theater- und Kulturgruppe „Kunst und Drama“

Kunst und Drama ist eine deutsche Theatergruppe.

## Geschichte
Die Theater- und Kulturgruppe „Kunst und Drama“ wurde am 1. September 2008 um 16.00 Uhr von Friederike Pöhlmann-Grießinger aus Nürnberg und Roland Eugen Beiküfner als Institut für theatralische Formen gegründet. Die Gründungsfeierlichkeiten fanden auf der Ehrenbürg statt. Um dem Namen „Kunst und Drama“ gerecht zu werden, wurde entschieden, einen Kulturreport über den umstrittensten und berühmtesten deutschen Nachkriegskünstler Joseph Beuys zu produzieren. Mit der Unterstützung des Unternehmers Udo Martin und der Nürnberger Bäckerei Günter Grießinger wurde dieses Vorhaben realisiert. Diese theatralische Inszenierung in zwei Akten ist derzeit immer noch im Programm der Künstlergruppe. Alle weiteren Inszenierungen, Projekte und Veranstaltungen, wurden nach dem Motto: „außergewöhnliche Menschen in außergewöhnlichen Situationen“ ausgewählt und umgesetzt. „Kunst und Drama“ wird auch als eine Institution oder Gruppe Sui generis umschrieben, die ganz für sich steht und zu keinem spezifischen Genre passt. Seit September 2016 widmet sich „Kunst und Drama“ in der Trilogie der vergessenen Literaten mit Theaterstücken, Lesungen und Vorträgen, Literaten die zunehmend in Vergessenheit geraten. Am 5. April 2019 wurde ein Konvolut an Unterlagen der Theater- und Kulturgruppe „Kunst und Drama - Institut für theatralische Formen“, durch Frau Jasmin Kambach vom Stadtarchiv Nürnberg, im Zuge des Projekts „Menschen machen Stadtgeschichte“, unter der Registratur-Nummer E 9/658 ins Stadtarchiv Nürnberg aufgenommen. Dieses Konvolut wurde am 13. Mai 2020 erweitert. Am 11. September 2024 wurde anlässlich des 50-jährigen Jubiläums der britischen Band "The Stranglers" von Kunst und Drama die Band "Aurale Skulpturen" mit den Musikern Lawrence Davies, Ralf Gebhardt und James Michel gegründet. Alle bisherigen Veranstaltungen mit Lesungen aus Pressemitteilungen und biografischen Dokumenten der Musikgruppe „The Stranglers“ fanden als Testveranstaltungen in privaten Kreisen statt. Am 22. Februar 2025 stieg der Schlagzeuger Markus Unger in dieses Musikprojekt von Kunst und Drama ein.

## Gründerin Friederike Pöhlmann-Grießinger
Friederike Pöhlmann-Grießinger wurde am 20. Mai 1958 als Tochter des Architektenehepaars Fritz und Walburga Pöhlmann in Nürnberg geboren. Von 1977 bis 1985 studierte sie in München und Erlangen in den Bereichen Theaterwissenschaft, Kunstgeschichte und Neuere Deutsche Literaturwissenschaft. Im Juli 1985 schloss sie ihr Studium an der Philosophischen Fakultät II (Sprach- und Literaturwissenschaften) der Universität Erlangen-Nürnberg mit der Magisterarbeit über „Schnitzlers Reigen als Politikum – Berlin, Wien 1921“ und dem akademischen Grad Magister artium ab. Bereits in der Studienzeit sammelte sie erste professionelle Theatererfahrungen, war als Dramaturgieassistentin am Opernhaus Nürnberg tätig und für das Bayerische Staatsschauspiel München mitverantwortlich für das Programmheft zur Neuinszenierung von Schnitzlers Reigen.
Nach dem Studium war Friederike Pöhlmann-Grießinger als zweifache Mutter freiberuflich Dozentin der Volkshochschule Erlangen, Kulturkritikerin und Leiterin zweier Kindertheatergruppen und stand als Mitglied des Bewegungsensembles am Staatstheater Nürnberg auf der Bühne. Von 2002 bis 2009 arbeitete sie am Stadttheater Fürth und betreute als Regieassistentin die Eigenproduktionen des Hauses. Am 1. September 2008 gründete sie die Theater- und Kulturgruppe Kunst und Drama als Institut für theatralische Formen.

## Ensemble
Derzeit besteht das Ensemble aus den Schauspielern Roland Eugen Beiküfner, Lawrence Davies und Friederike Pöhlmann-Grießinger, sowie den Musikern Maximilian M. Altmannsberger, Ralf Gebhardt, Roland Horsak, Daniel Huber und James Michel. Je nach Projekt kommen Regisseure, Bühnenbildner, Techniker, Kostümbildner und weitere Musiker hinzu. Weitere Mitarbeiter sind Rudolf Ehrmann, Günter Grießinger, Jürgen Halbritter, Christian Kern, Peter Kolesch und Thilo Sopp.

## Theaterproduktionen
- 2008: Der Hut von Joseph Beuys oder Die Ursache liegt in der Zukunft, Theaterstück, Uraufführung
- 2011: Kleine Gefängnisse Große Fluchten, Deutsche Erstaufführung
- 2012: Protest – In Erinnerung an Václav Havel unter der Schirmherrschaft von Hermann Glaser
- 2013: Texte und Töne, Poetische Klänge, Livemusik: James Michel (Oxford), Prolog und Epilog: Vanessa Hiltner, Sprecher: Roland Eugen Beiküfner, Konzept: Friederike Pöhlmann-Grießinger
- 2013: Václav-Havel-Gedenktage: Die Vaněk-Trilogie Audienz-Vernissage-Protest unter der Schirmherrschaft von Ulrich Maly und Martina Mittenhuber
- 2014: Miles oder Pendeluhr aus Montreux von Henning Mankell, musikalische Hommage an Miles Davis unter der Schirmschaft der Kulturreferentin der Stadt Nürnberg, Julia Lehner, Laudatio: Silvan Koopmann
- 2014: Offene Zweierbeziehung von Franca Rame und Dario Fo
- 2015: Shackleton: Banjo oder Bibel? 636 Tage im Eis von Friederike Pöhlmann-Grießinger und Roland Eugen Beiküfner
- 2016: William Becher – Leben und Werk in Lindau von Johanna Eras, Friederike Pöhlmann-Grießinger und Roland Eugen Beiküfner
- 2017: Gisela Elsner – Blickwinkel 2017 von Friederike Pöhlmann-Grießinger und Roland Eugen Beiküfner
- 2018: Paula Ludwig – Freundschaften und Wege von Friederike Pöhlmann-Grießinger und Roland Eugen Beiküfner
- 2018: Hans Eschelbach – Worte und Werte von Friederike Pöhlmann-Grießinger und Roland Eugen Beiküfner
- 2019: Wasser von Kateřina Černá, Deutsche Erstaufführung
- 2022: Geschichten aus dem Fränkischen, Uraufführung, von Friederike Pöhlmann-Grießinger und Roland Eugen Beiküfner

## Webserien
- 2021: Die Erlebnisse der Zeitungsfrau Maria Drechsler
- 2021: Roland Eugen´s Eröffnungsshow

## Hörspiele
- 2021: Linda will einen Garten (Online auf: torial.com)
- 2021: Lass möglichst andere arbeiten

## Vorträge
- 2023: Transsahara 1985-1988-1990
- 2024: 50 Jahre UDT-World-Cup-Rally  London-Sahara-Munich 1974 ()
- 2024: 50 Jahre THE STRANGLERS "Aurale Skulpturen" mit Lawrence Davies, Ralf Gebhardt und James Michel

## Liste der Musiker die mit Kunst und Drama gearbeitet haben
- James Michel, Bass
- Felix Gerhart, Posaune, Keyboard und Klavier
- Manolo Oestreicher, Trompete und Didgeridoo
- Lawrence Davies, Gesang, Gitarre und Banjo
- Anna Mörtel, Posaune
- Stefan Mörtel, Trompete
- Harald Prucker, Keyboard
- Johanna Eras, Cello
- Thomas Müller, Geige
- Hans-Joachim Strauß, Klavier
- Tobias Neubauer, Klavier
- Martin Summer, Gesang
- Boris Loncar, Violine
- Jodok Lingg, Trompete
- Maximilian M. Altmannsberger, Gitarre
- Daniel Huber, Trompete
- Herwig Hammerl, Bass
- Martin Grabher, Schlagzeug
- Roland Horsak, Trompete
- Ralf Gebhardt, Piano
- Markus Unger, Schlagzeug

## Liste der Schirmherren von Kunst und Drama Produktionen

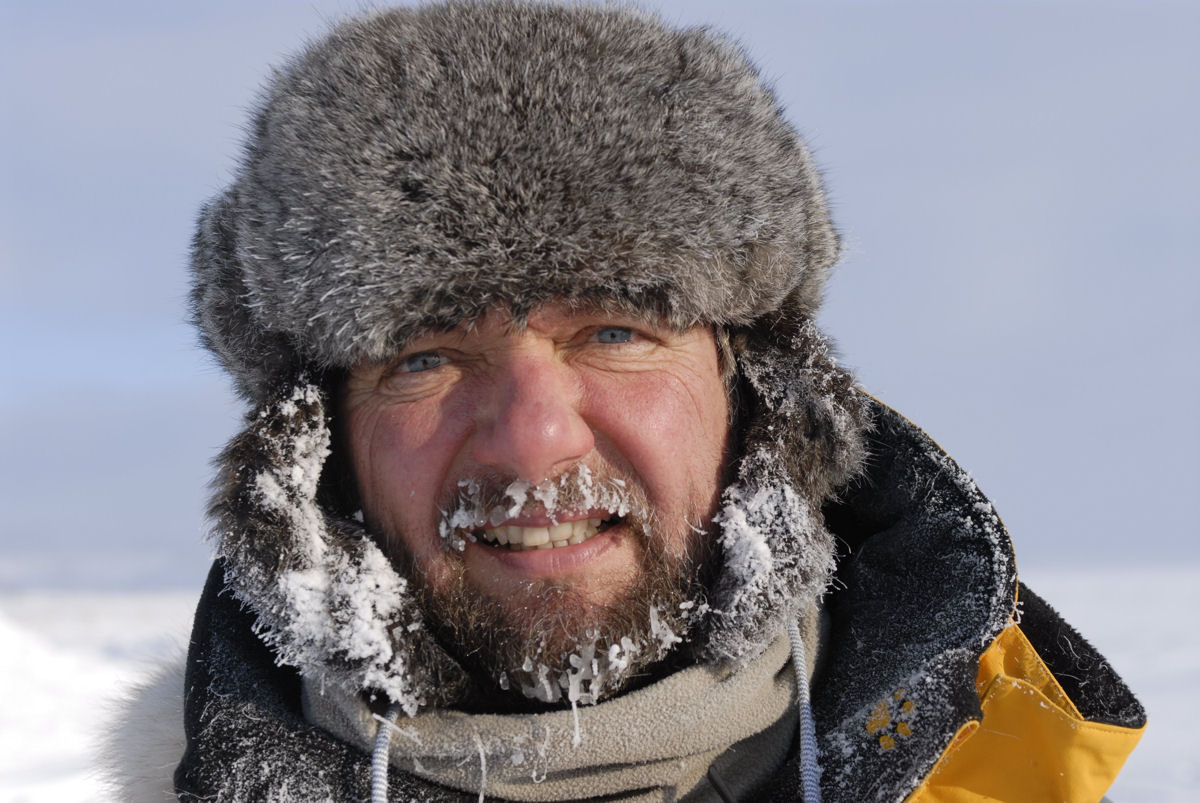
Arved Fuchs – Expeditionsleiter und Polarexperte, Foto: Torsten Heller

- Udo Martin, Unternehmer (Der Hut von Joseph Beuys)
- Hans Greifenstein, Fahrlehrer (Einzelschicksale)
- Hermann Glaser, Publizist (Václav-Havel-Gedenktage)
- Ulrich Maly, Politiker (Václav-Havel-Gala)
- Martina Mittenhuber, Verwaltungsangestellte (Václav-Havel-Gala)
- Julia Lehner, Kulturreferentin (Miles oder die Pendeluhr aus Montreux)
- Arved Fuchs, Forscher (Shackleton: Banjo oder Bibel? 636 Tage im Eis)
- Frank Becher, Filmproduzent (filmhochzwei)
- Christian Kern, Filmproduzent (Beiküfner liest Kinski)
- Katharina von Kleinsorgen, 2. Bürgermeisterin Markt Feucht (2. Feuchter Kurzfilmnacht)
- Richard Elsner, Diplomingenieur (Gisela Elsner – Blickwinkel 2017/2018)
- Dennis Daum, Filmemacher (1. Ziegelsteiner Kurzfilmnacht)
- Martin Schumacher, Beigeordneter Stadt Bonn (Hans Eschelbach – Worte und Werte)
- Gerda Poppa, Komponistin (Miles oder die Pendeluhr aus Montreux)
- Erhard Witzel, Galerist (Paula Ludwig - Freundschaften und Wege)
- Christian Kern, Filmproduzent (Linda will einen Garten)
- Heino von der Marwitz, Unternehmer (Lass möglichst andere arbeiten)
- Anke Weiskopf, Heilpraktikerin (Geschichten aus dem Fränkischen)
- Wolfgang Friedrich, Steuerberater (Transsahara)
- Rudolf Ehrmann, Unternehmer (Tag des Buches)

## Veritas Literaturpreis
Kunst und Drama vergibt seit 2018 den Veritas Literaturpreis an Dichter, Schriftsteller und Songwriter, die zu Lebzeiten nicht ausreichend gewürdigt worden sind. Personen, die mit dieser Würdigung ausgezeichnet werden, erhalten posthum ein Kunstwerk verliehen. Die Entwürfe dieser Objekte obliegt der Künstlerin Maria Jansa. Der Preis wurde im Jahr 2018 an den Schriftsteller Hans Eschelbach am 11. November 2018 in Götzis verliehen. Im Jahr 2020 wurde der Preis an die Dichterin Paula Ludwig in Nenzing verliehen.

## Kunst und Drama Menschenrechtspreis
Seit dem 5. Oktober 2016 vergibt die Kulturgruppe Kunst und Drama im Zweijahresturnus einen Menschenrechtspreis. Der erste Preis wurde an die Leiterin des Menschenrechtsbüros der Stadt Nürnberg, Frau Martina Mittenhuber, im Vorfeld der Václav-Havel-Gala 2016 am 5. Oktober 2016 vergeben. Am 3. Oktober 2018 wurde der zweite Menschenrechtspreis an Musa Karaalioğlu vergeben. Die Preise gestaltet der Nürnberger Künstler Roland Eugen Beiküfner zum Thema Menschenrechte. Der Preis ist nicht mit einem Geldbetrag dotiert und würdigt Personen aus der Metropolregion Nürnberg.

## Rezeption
- Claudia Schuller: Fett, Filz und Kunst. Ein Theaterstück beleuchtet den Mythos Joseph Beuys. In: Fürther Nachrichten. 8. Dezember 2008. (Online auf: nordbayern.de)
- sbo: Ein Mann und sein Hut. Stück über Joseph Beuys beeindruckte im Kunststadel. In: Neumarkter Nachrichten. 23. Mai 2011. (Online auf: nordbayern.de)
- NZ: Schweizerin Antonia Hersche Eichin stellt im Rathaus aus. Der Schlüssel zur Poesie der Bilder liegt im Betrachter. In: Nürnberger Zeitung vom 26. März 2012 – (Online auf nordbayern.de)
- Kunst und Drama: Havels „Protest“ im Bernstein. Satirische Komödie des Dramatikers und tschechischen Staatspräsidenten. In: Der Bote vom 3. Dezember 2012 – (Online auf nordbayern.de)
- Stefan Gnad: KulTour: Kunst & Drama feiert Auferstehung auf AEG. Friederike Pöhlmann-Grießingers Tanztheater musste Fertigungshalle verlassen — Neues Projekt geplant. In: Nürnberger Stadtanzeiger vom 21. März 2013 – NN
- Bericht Tölzer Land online (online auf: toelzer-land.bayern-online.de)
- Oberbayerisches Volksblatt Rosenheim Kritik vom 8. April 2014 (online auf: ovb-online.de)
- Wenn Wut zu Musik wird. Bericht in Fürther Nachrichten von Peter Romir
- Der Bote vom 9. September 2021 von Johannes Gurguta